# 桑园镇 (西乡县)
桑园镇，是中华人民共和国陕西省汉中市西乡县下辖的一个乡镇级行政单位。
2015年，陕西省民政厅批复同意将沙河镇的四合、七一、何家沟3个村划归桑园镇。

## 行政区划
桑园镇下辖以下地区：
七一村、何家沟村、四合村、桑圆村、胜利村、八一村、火地沟村、北沟村、四坪村、明星村、团结村和互助村。